# إيميت كوين
إيميت كوين هو حكم كندي، ولد في 10 سبتمبر 1877 في مونتريال في كندا، وتوفي بنفس المكان في 9 فبراير 1930.